# Tasio
Pour plus de détails, voir Fiche technique et Distribution.
Tasio est un film espagnol réalisé par Montxo Armendáriz, sorti en 1984.

## Fiche technique
Sauf indication contraire, les informations mentionnées dans cette section peuvent être confirmées par la base de données cinématographiques IMDb,  présente dans la section « Liens externes ».
- Titre français : Tasio
- Réalisation et scénario : Montxo Armendáriz
- Décors : Gerardo Vera
- Costumes : Maiki Marín
- Photographie : José Luis Alcaine
- Montage : Pablo G. del Amo
- Musique : Ángel Illarramendi
- Pays d'origine : Espagne
- Format : Couleurs - 1,85:1 - Mono
- Genre : drame
- Durée : 95 minutes
- Dates de sortie :
  - Espagne : 21 septembre 1984
  - France : 16 avril 1986

## Distribution
- Patxi Bisquert : Tasio adulte
- Isidro José Solano : Tasio adolescent
- Garikoitz Mendigutxia : Tasio enfant
- José María Asín : ami de Tasio
- Elena Uriz : mère de Tasio
- Enrique Goicoechea : père de Tasio
- Nacho Martínez : frère de Tasio
- Amaia Lasa : Paulina, femme de Tasio
- Miguel Rellán : Cura
- Paco Sagarzazu : Guarda, ennemi de Tasio

## Distinctions

### Récompense
- Fotogramas de Plata 1985 : meilleur film espagnol

### Sélection
- Festival de Cannes 2024 : sélection Cannes Classics